# Costa de los Esqueletos

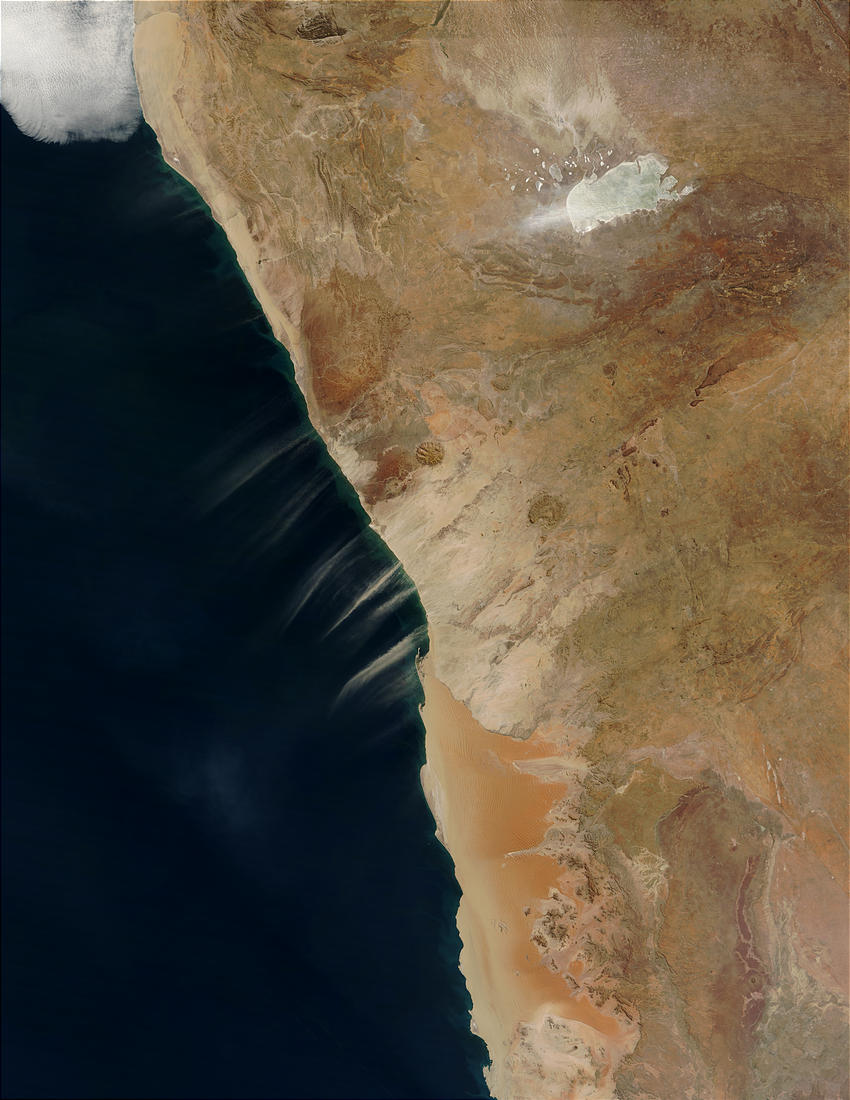
Costa de los Esqueletos, Namibia, imagen satelital NASA. Nótense las lenguas de polvo del desierto arrastradas hacia el océano por el viento del este.

La costa de los Esqueletos (en alemán: Skelettküste) es un tramo de la costa occidental de África que se localiza en Namibia, donde la llegada de la corriente fría de Benguela produce densas nieblas oceánicas la mayor parte del año.

## Naturaleza de la costa

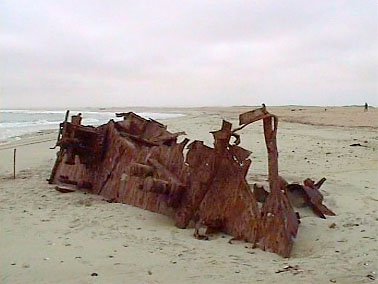
Pecio del barco británico MV Dunedin Star. En la zona hay numerosos restos de naufragios.

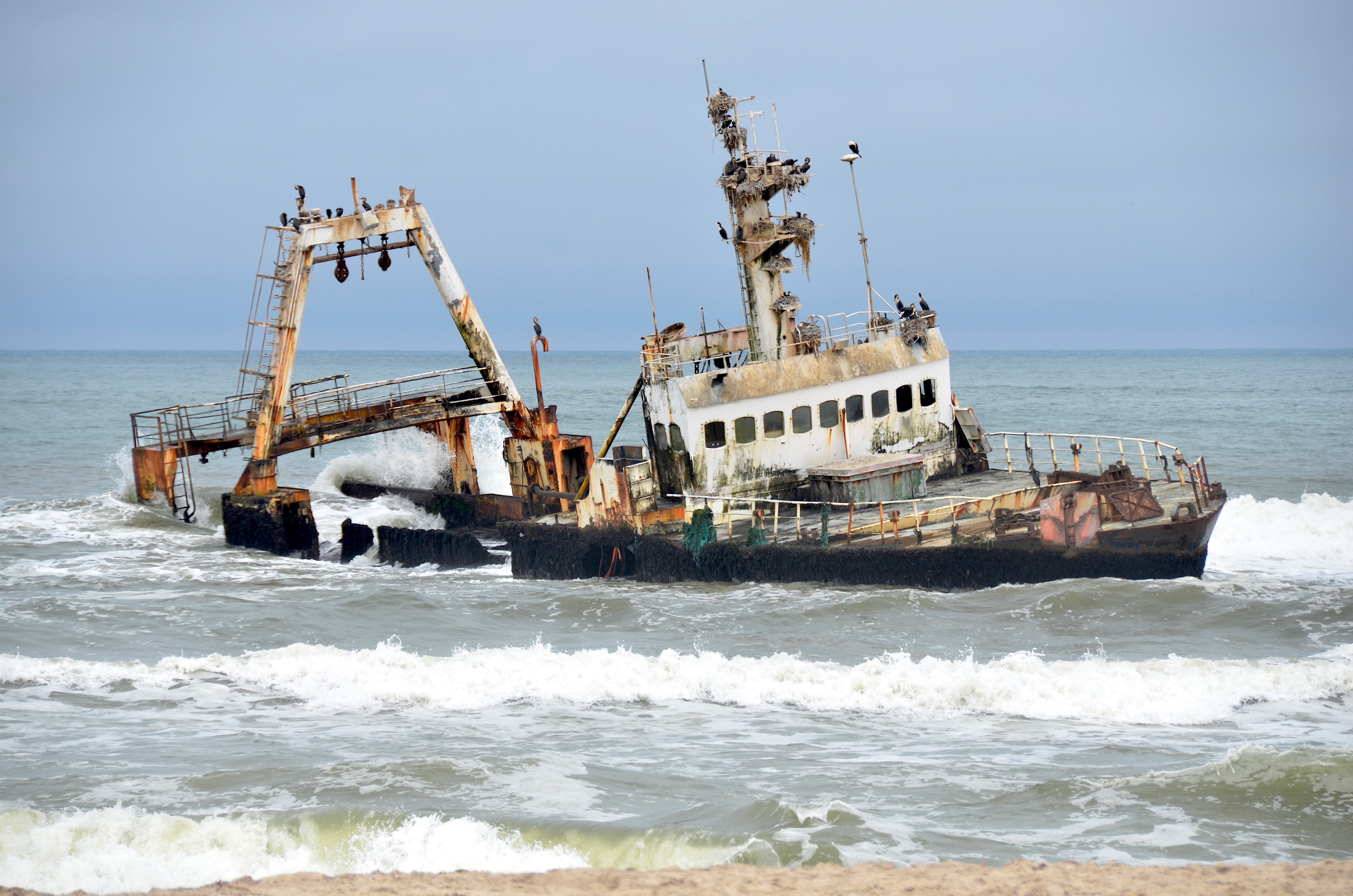
Naufragio del Zelia India, al sur de Henties Bay.

La característica básica de esta costa reside en el hecho de que el desierto de Namibia llega hasta el océano Atlántico Sur.
Los vientos soplan desde el interior del continente hacia el mar, con lo que cae muy poca lluvia, y el clima es completamente inhóspito. Por otro lado, hay un constante e intenso oleaje en las playas. En los días de los botes a remo era posible desembarcar atravesando la marea, pero imposible volver a zarpar. 
La única forma de salir del sitio era caminar cientos de kilómetros a través del árido desierto. Esto y los numerosos restos de barcos naufragados que pueden hallarse a lo largo de la costa, consecuencia de la niebla, los vientos y el fuerte oleaje, han dado a ésta su macabro nombre. 
El relieve es generalmente bajo, ocasionalmente interrumpido por rocas emergentes. La zona sur está formada por planicies de grava, mientras que al norte de Terrace Bay el paisaje está dominado por altas dunas.

## Parque Nacional

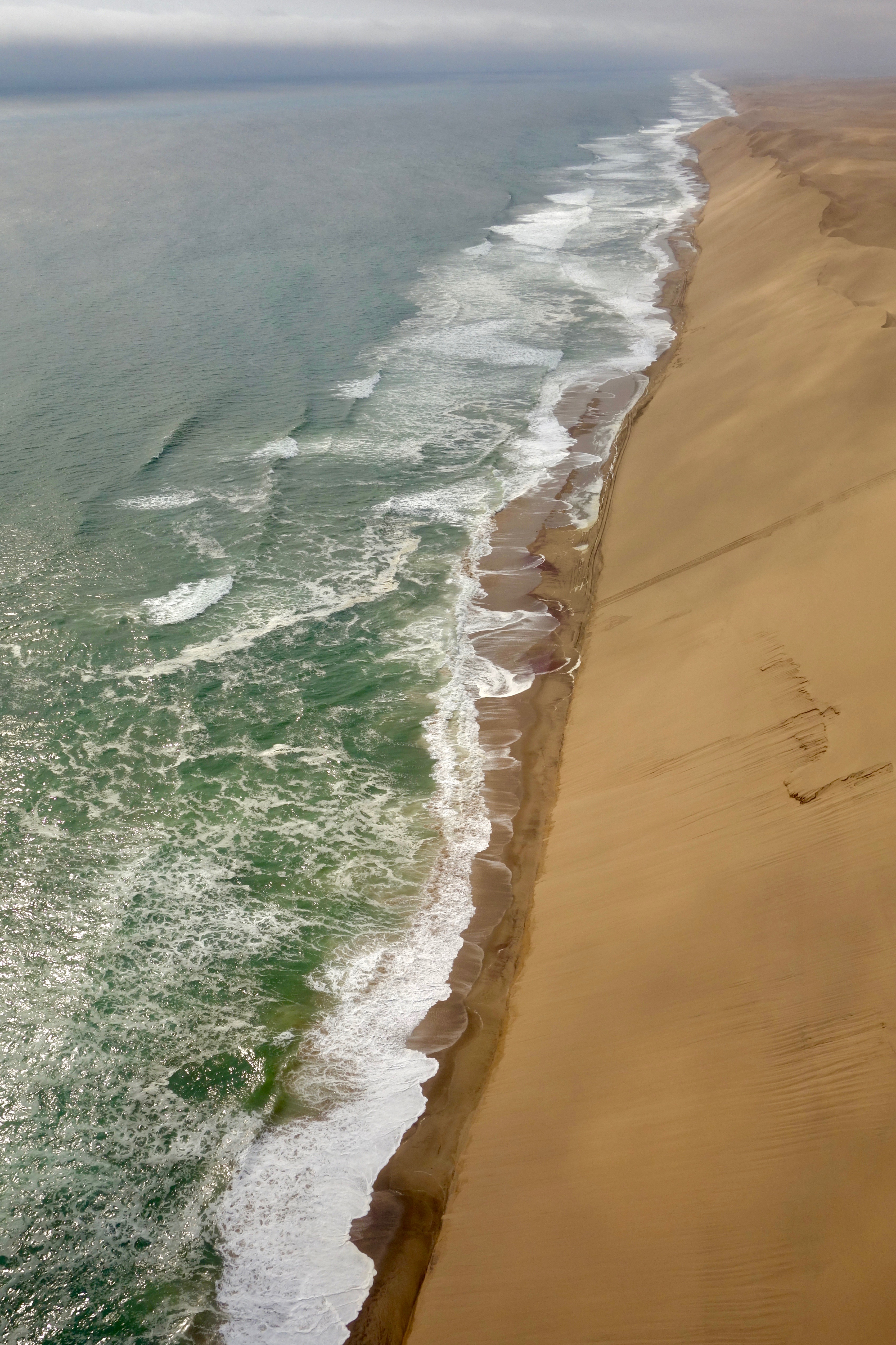
Vista aérea de la Costa de los Esqueletos.

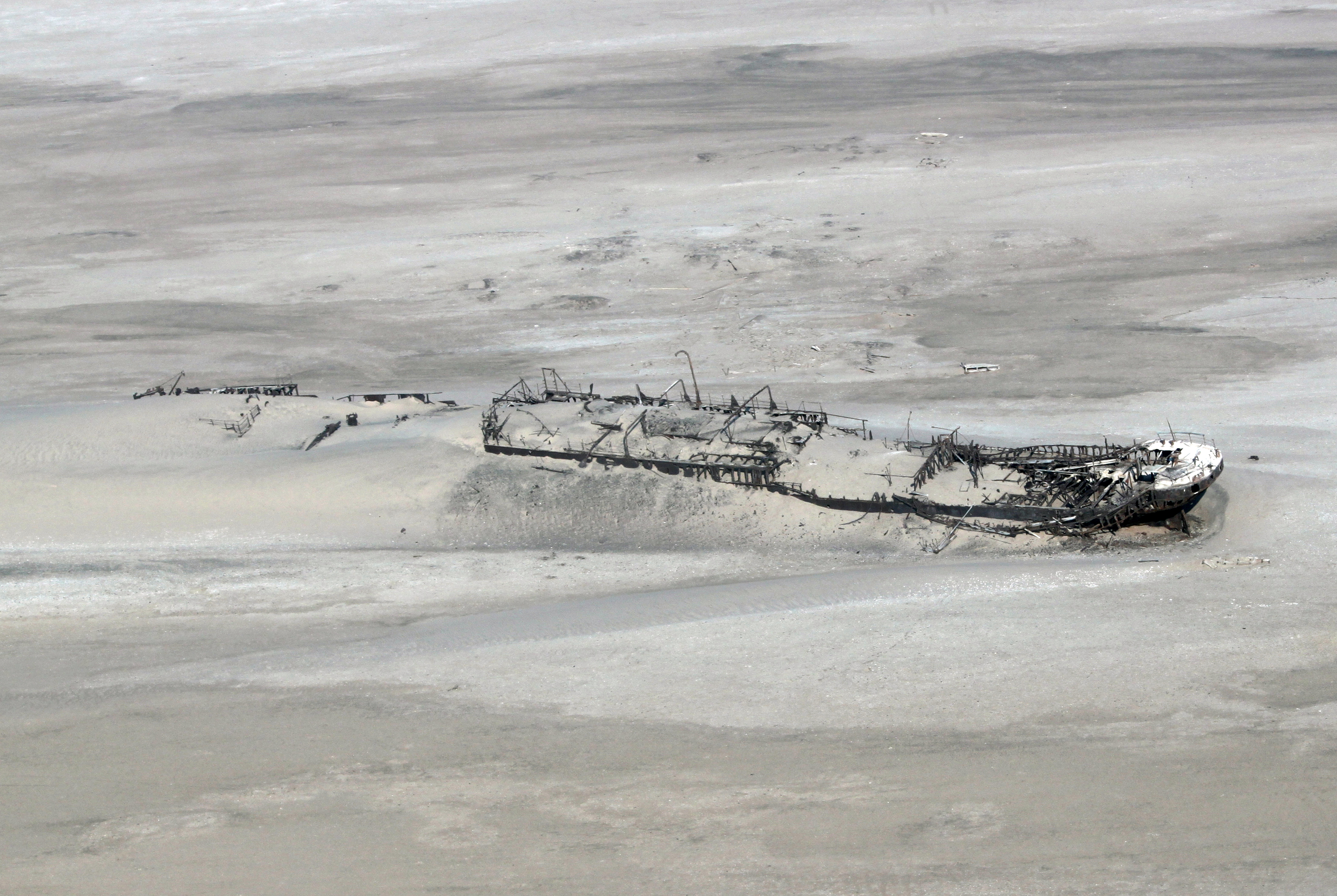
Pecio del barco alemán Eduard Bohlen.

Namibia ha declarado una zona de 16 000 km² como parque nacional, desde la desembocadura del río Ugab, en el sur, hasta el río Kunene en el norte. La parte norte del Parque está declarada área intangible. Entre los puntos destacables de esta zona se encuentran los castillos de arcilla del río Hoarusib, las salinas de la Montaña de Ágata y la gran colonia de pinnípedos en cabo Fria. 
La costa ha sido objeto de numerosos documentales sobre vida salvaje, en particular sobre la adaptación a la aridez extrema. Muchas de las plantas (como la extremadamente longeva Welwitschia mirabilis) e insectos del sistema de dunas de arena dependen de la humedad de las espesas nieblas marítimas que engolfan la costa y de los detritos comestibles traídos desde el interior por el viento. La adaptación de los pájaros se ha estudiado desde el punto de vista de su capacidad de termorregulación, estrategias de cría, nomadismo y su adaptación cromática.